# Aleksandr Kolobnev
Aleksandr Vasílievich Kolobnev (en ruso, Алекса́ндр Васи́льевич Колобнев; Vyksa, Rusia, 4 de mayo de 1981) es un exciclista ruso que fue profesional entre 2002 y 2016.

## Biografía
Destaca por ser un buen rodador, además de pasar bien la media montaña; es un ciclista luchador y combativo, que suele dejarse ver en fugas, en las que entrega hasta el último gramo de fuerzas.
Merced a esta combatividad ha obtenido sus dos victorias parciales más importantes: la conseguida en la Vuelta a la Comunidad Valenciana en el año 2006; y la lograda en la París-Niza 2007; en ambas, aprovechó sendas fugas para vencer en solitario tras agónicas luchas con el pelotón.
Pasó a ser profesional en 2002 con el equipo Cantina Tollo-Acqua & Sapone, más tarde acabaría por abandonar este equipo para fichar por el Domina Vacanze en 2003 y dos años después, firmaría contrato con el equipo neerlandés Rabobank. En la temporada 2007, correrá en las filas del conjunto danés CSC.
En ella, tras un primer pico de forma en los primeros meses de la temporada, donde logró la ya citada victoria en la París-Niza, se reservó para final de temporada. Cuajó una brillante participación en la Vuelta a España, donde Leonardo Duque le privó de vencer una etapa tras ser el más fuerte de una escapada de 17 corredores junto al colombiano y al mallorquín Joan Horrach
Así llegó el Mundial de ciclismo. Se escapó a falta de dos vueltas para el final de la prueba junto al italiano Davide Rebellin; empezando la vuelta final con un pequeño margen respecto al pelotón que le valió para meterse en el corte bueno; con hombres de la talla de Paolo Bettini, Samuel Sánchez o Michael Boogerd. Un ataque de Bettini seleccionó más aún el grupo de favoritos; tan sólo Frank Schleck y Stefan Schumacher lograron estar con él; sin embargo Kolobnev, con una gran entrega, logró llegar junto a Cadel Evans al grupo de Bettini; claro favorito a la victoria. En el sprint final, Kolobnev tiró de ambición a 400 metros de meta y estuvo a punto de sorprender al italiano Bettini; pero al final, este pudo imponer su clase; relegando a Kolobnev al segundo puesto final. Sin duda, su mayor logro como ciclista profesional hasta la fecha.
Su gran estado de forma continuó en el mes de octubre, que pone punto final a la temporada ciclista; donde ganó la primera edición de la Monte Paschi Eroica, carrera que se disputaba combinando tramos de asfalto con otros de grava.
En los Juegos Olímpicos de Verano 2008, llegó a meta con cinco corredores más (Samuel Sánchez, Fabian Cancellara, Andy Schleck, Michael Rogers y Davide Rebellin). En el esprint se llevó el oro el español segundo fue Rebellin y tercero Cancellara, finalizando cuarto Kolobnev, pero tras la sanción de Davide Rebellin por tomar sustancias ilegales fue descalificado aumentando un puesto en la clasificación y consiguiendo así el bronce.
En 2009, finalizó segundo en los mundiales de ciclismo de Mendrisio. Llegó junto a Joaquim Rodríguez, tan solo por detrás del australiano Cadel Evans vencedor final. En la línea de meta, el esfuerzo acumulado por el español, hizo que no disputara el esprint para dejar la plata al ruso.
Ha dado positivo en un control antidopaje del Tour de Francia del 6 de julio de 2011 por hidroclorotiazida. La hidroclorotiazida tiene propiedades diuréticas y sirve para enmascarar otros productos del cual fue absuelto por el TAS.

## Palmarés
| 2003 - 1 etapa de la Settimana Coppi e Bartali 2004 - Campeonato de Rusia en Ruta 2006 - 1 etapa de la Vuelta a la Comunidad Valenciana 2007 - 1 etapa de la París-Niza - Monte Paschi Eroica - 2.º en el Campeonato Mundial en Ruta 2008 - 3.º en los Juegos Olímpicos en Ruta | 2009 - 2.º en el Campeonato Mundial en Ruta 2010 - Campeonato de Rusia en Ruta 2012 - 2.º en el Campeonato de Rusia en Ruta 2013 - 1 etapa del Tour de Valonia |

## Resultados en Grandes Vueltas y Campeonatos del Mundo
| Carrera         | Carrera         | 2002  | 2003 | 2004 | 2005 | 2006 | 2007 | 2008 | 2009 | 2010 | 2011 | 2012 | 2013 | 2014 | 2015 | 2016 |
| --------------- | --------------- | ----- | ---- | ---- | ---- | ---- | ---- | ---- | ---- | ---- | ---- | ---- | ---- | ---- | ---- | ---- |
|                 | Giro de Italia  | —     | —    | —    | 21.º | 71.º | Ab.  | —    | —    | —    | —    | —    | —    | —    | —    | 73.º |
|                 | Tour de Francia | —     | —    | —    | —    | —    | —    | —    | —    | 65.º | Ex.  | —    | —    | —    | —    | —    |
|                 | Vuelta a España | —     | —    | —    | 55.º | —    | 51.º | 40.º | 31.º | 29.º | —    | —    | —    | 40.º | —    | —    |
| Mundial en Ruta | Mundial en Ruta | 153.º | 49.º | Ab.  | 7.º  | 26.º | 2.º  | 44.º | 2.º  | 7.º  | —    | 28.º | Ab.  | 46.º | —    | —    |

—: no participa

Ab.: abandono

Ex.: Expulsado

## Equipos
- Acqua & Sapone-Cantina Tollo (2002)
- Domina Vacanze (2003-2004)
- Rabobank (2005-2006)
- CSC/Saxo Bank (2007-2009)
  - Team CSC (2007-2008) (hasta junio)
  - Team CSC-Saxo Bank (2008)
  - Team Saxo Bank (2009)
- Katusha (2010-2015)
  - Team Katusha (2010)
  - Katusha Team (2011-2013)
  - Team Katusha (2014-2015)
- Gazprom-RusVelo (2016)